# Cuisine du Dongbei

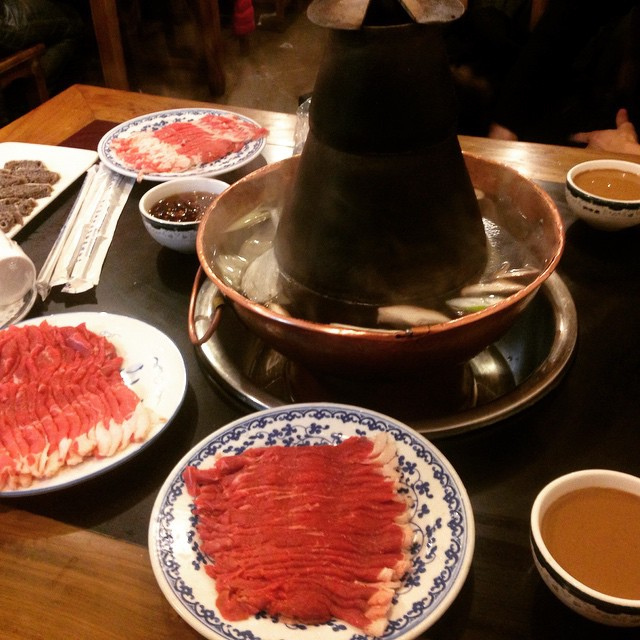
Fondue au mouton.

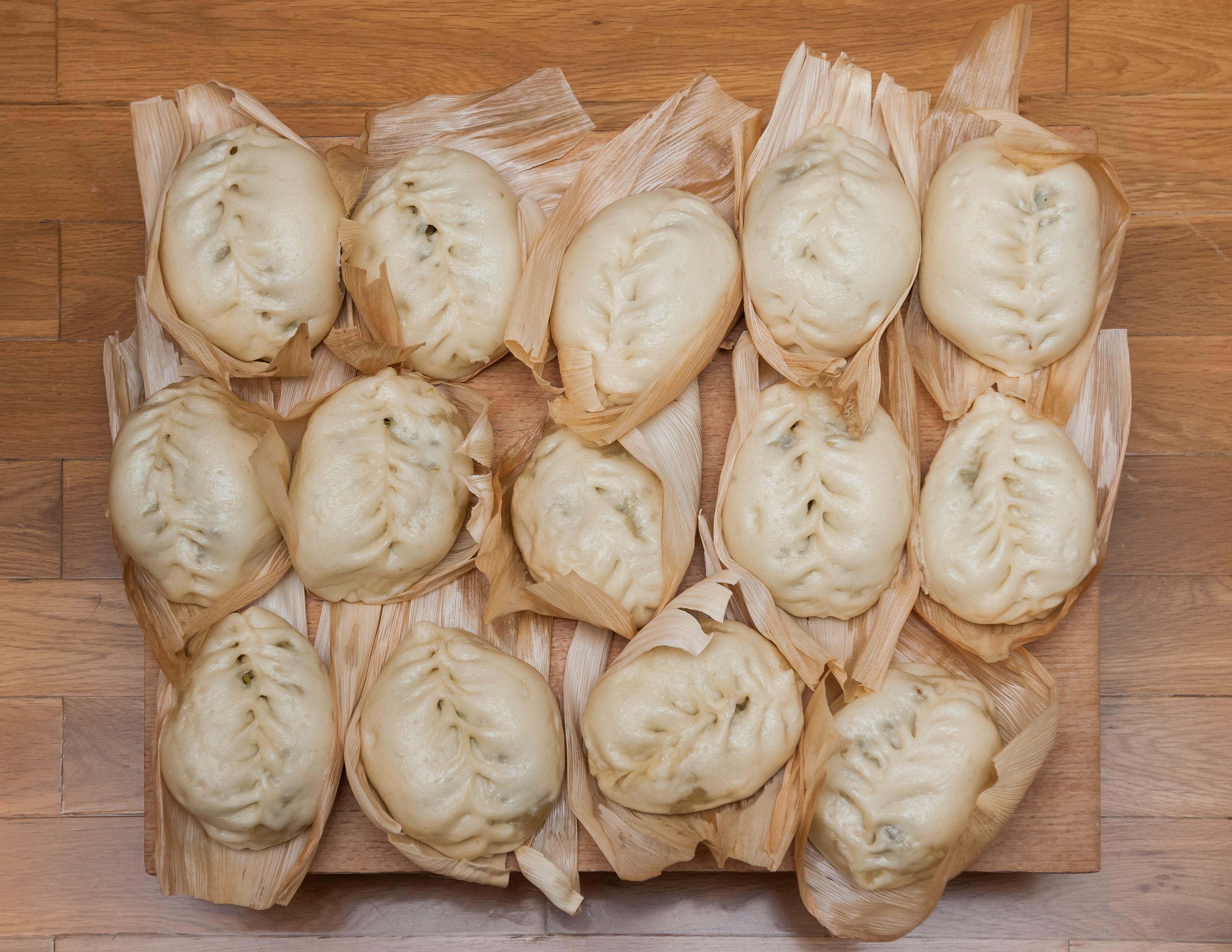
Jiaozi.

La cuisine du Dongbei (chinois simplifié : 东北菜 ; chinois traditionnel : 東北菜 ; pinyin : dōngběi cài ; litt. « plats du Nord-Est »), est la cuisine originaire des trois provinces de la région dite de Dongbei (东北 / 東北, dōngběi, « Nord-Est »), regroupant les provinces du Liaoning, du Jilin et du Heilongjiang, dont la ville la plus importante est Harbin.
La cuisine du Dongbei se caractérise par l'omniprésence du blé, le climat ne convenant pas à la culture du riz. Beaucoup de plats, comme la choucroute (酸菜, suāncài), originaire de cette région, sont conservés par salaison en raison des hivers rigoureux et des temps de moisson relativement courts.
Elle est parfois, mais rarement, comptée parmi les quatre grandes familles de la cuisine chinoise.
Les influences coréennes et mongoles sont majeures. Comme partout en Chine, les restaurants, variés et nombreux dans les villes, sont des lieux sociaux de première importance. On peut y manger notamment de succulents plats à base de viande ou poissons frais grillés. Plus rare dans la cuisine chinoise, on y mange aussi du poisson cru.

## Plats représentatifs
- Jiaozi (饺子, jiǎozi) : raviolis fourrés au porc, bœuf, mouton, légumes.
- Vers à soie (蚕, cán).
- Nouilles froides d'origine coréenne (冷面, lěng miàn).
- Gâteau à la viande de Jingdu (京都肉饼, jīngdū ròu bǐng).
- Plat de pommes de terre, aubergines et légumes verts (红地三鲜, hóng dì sān xiān).
- Chou rouge épicé (辣红叶卷心菜, là hóngyè juǎn xīn cài).
- Fondue au mouton (火锅, huǒ guō ou 涮羊肉, shuàn yáng ròu).

## Galerie

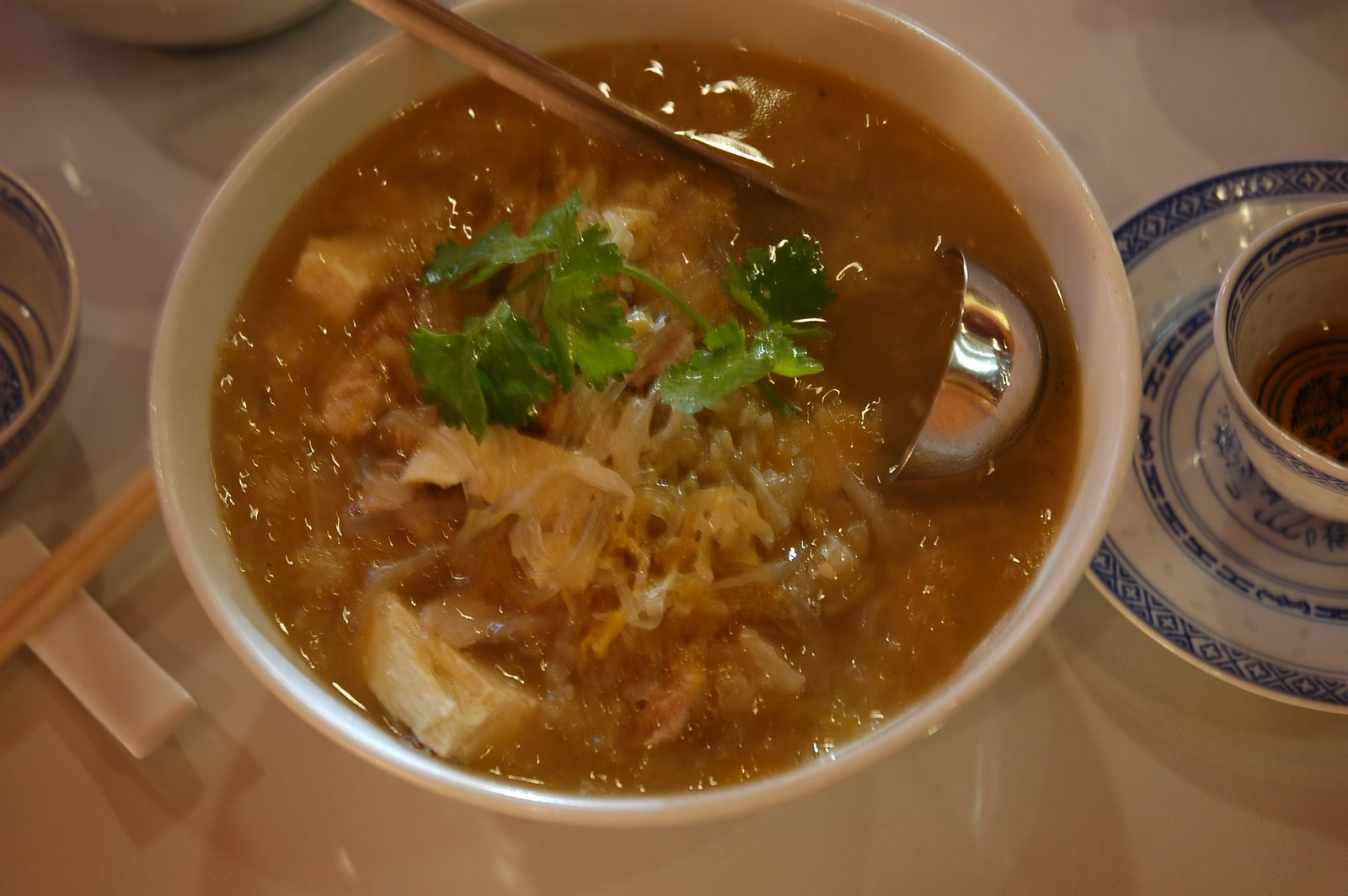
Un des types de choucroutes du Dongbei (酸菜, suāncài).
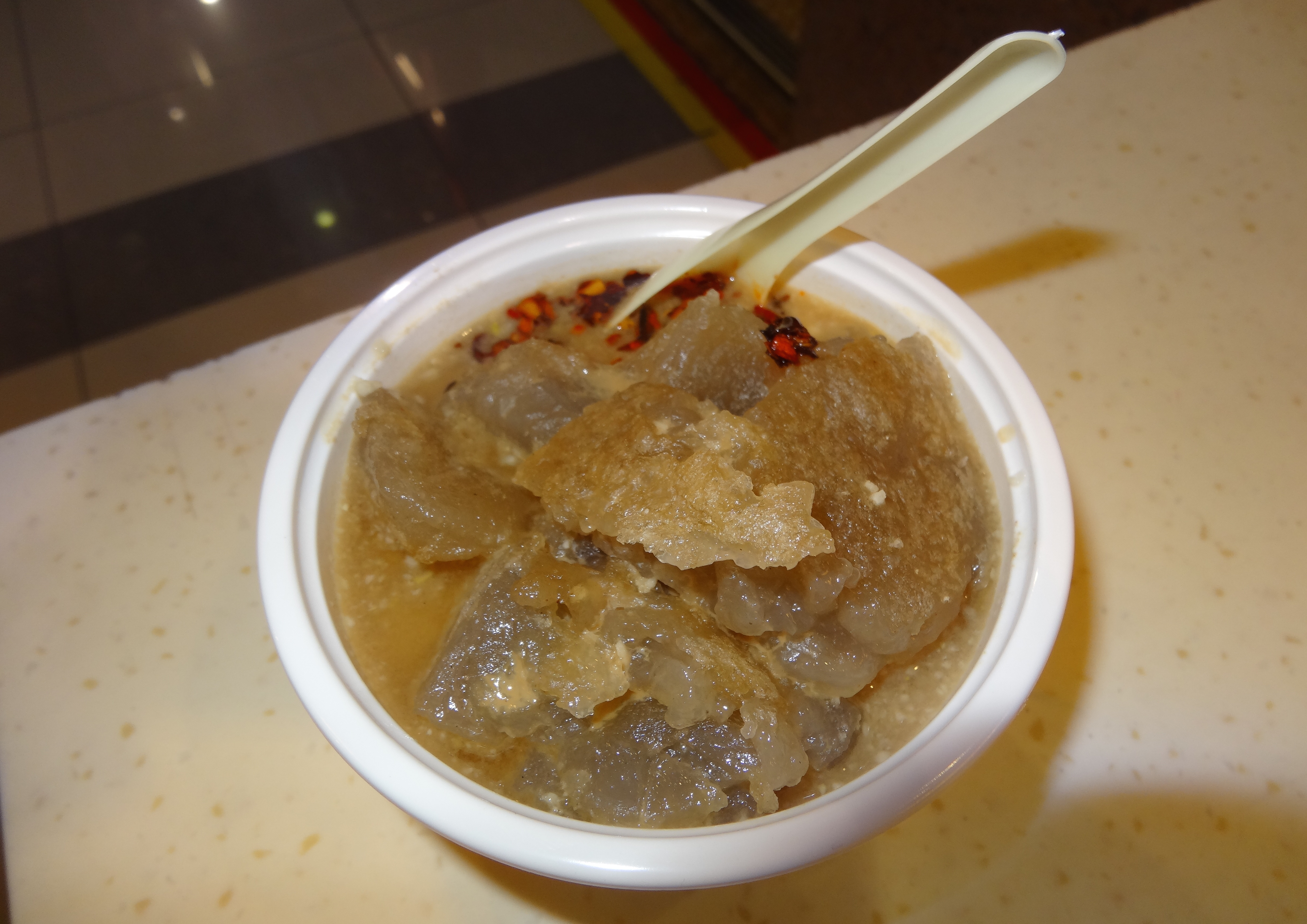
Un snack de la ville de Dalian (大连焖子, dàlián mèn zi).
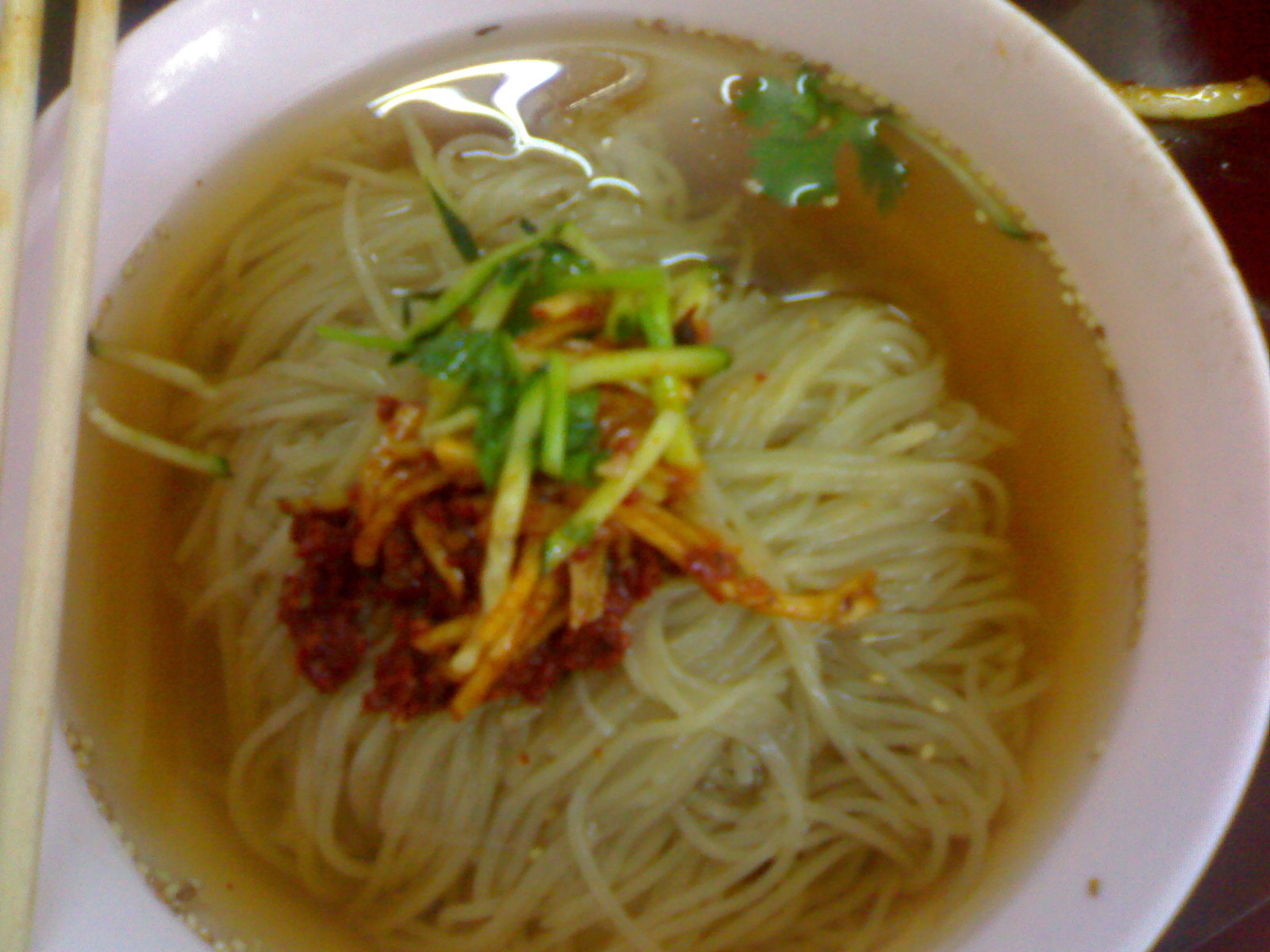
Des nouilles froides au poulet (鸡西冷面, jīxī lěng miàn).